# Karl Kunz (Bibliothekar)
Karl Kunz (* 16. Januar 1882 in Schwäbisch Gmünd; † 19. Januar 1931) war ein deutscher Bibliothekar.

## Leben
Karl Kunz studierte nach seiner Reifeprüfung in Schwäbisch Gmünd von 1901 bis 1907 Germanistik, Romanistik und Geographie an der Eberhard Karls Universität Tübingen Tübingen, der Universität Heidelberg und der Universität Berlin. Seit 1901 war er Mitglied der Studentenverbindung Landmannschaft Ghibellinia Tübingen.  Ab 1907 arbeitete er im höheren Schuldienst. Im Jahre 1910 promovierte er in Tübingen bei dem Germanisten Hermann von Fischer (Der fünffüßige Jambus bei Uhland). 
Von 1911 bis 1931 war Kunz als Bibliothekar an verschiedenen Bibliotheken tätig, zunächst als Volontär an der Freiherrlich Carl von Rothschild’schen Öffentlichen Bibliothek in Frankfurt/M. (1911 bis 1913), dann an der Universitätsbibliothek Gießen (1913) und der Kaiser-Wilhelm-Bibliothek in Posen (1913) sowie am Deutschen Auslandsinstitut in Stuttgart (1918). Während des Ersten Weltkriegs leistete er von 1917 bis 1919 Kriegsdienst. Von 1922 bis zu seinem frühen Tod 1931 war er wissenschaftlicher Bibliothekar an der Universitätsbibliothek Tübingen.

## Veröffentlichungen
- Der fünffüßige Jambus bei Uhland. Laupp, Tübingen 1913 (Dissertation Universität Tübingen 1910) (Digitalisat).